# (260) Huberta
(260) Huberta est un astéroïde de la ceinture principale découvert par Johann Palisa le 3 octobre 1886.